# Rhabdophis leonardi
Rhabdophis leonardi är en ormart som beskrevs av Wall 1923. Rhabdophis leonardi ingår i släktet Rhabdophis och familjen snokar. Inga underarter finns listade i Catalogue of Life.
Denna orm förekommer i södra Kina och i Myanmar. Den lever i bergstrakter mellan 1250 och 2850 meter över havet. Rhabdophis leonardi vistas i gräsmarker och på odlingsmark. Den har snäckor och sniglar som föda. Honor lägger 9 till 19 ägg per tillfälle.
För beståndet är inga hot kända och hela populationen antas vara stabil. IUCN kategoriserar arten globalt som livskraftig.